# خشم در بهشت
خشم در بهشت (انگلیسی: Rage in Heaven) یک فیلم در ژانر مهیج، نوآر، و درام به کارگردانی دبلیو. اس. ون دایک است که در سال ۱۹۴۱ منتشر شد.

## بازیگران
- رابرت مونتگومری
- اینگرید برگمان
- جرج سندرز
- اوبری متر
- گیلبرت امری
- ژان دل وال
- لورنس گرانت
- لئونارد کری
- لوسیل واتسون
- متیو بولتون
- اسکار هومولکا
- ادوارد فیلدینگ
- لئونارد مودی
- فیلیپ مریویل